# Замок Пил

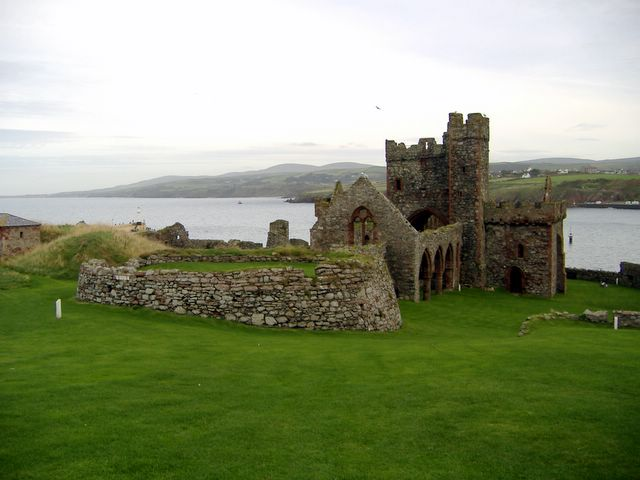
Старый кафедральный собор Пил, внутри замка

Замок Пил (англ. Peel Castle) — замок в городе Пил острова Мэн. Основан норвежцами в XI веке.
Замок находится на острове Святого Патрика, соединённом с городом дамбой. Принадлежит организации Национальное наследие Мэн (Manx National Heritage), открыт для посещения летом.
Замок построен выходцами из Норвегии в XI веке, во времена правления короля Магнуса III Голоногого. Несмотря на то, что ранее на острове находился каменный кельтский монастырь, первые укрепления скандинавов были деревянными. Круглая башня, наподобие ирландских, вероятно, была изначально частью монастыря, зубцы с бойницами появились на ней позднее. В начале XIV века большая часть стен и башен была построена из красного песчаника, в изобилии встречавшегося в данной местности. После ухода викингов замок использовался церковью, в нём был построен кафедральный собор (Собор Св. Джермена, St. German) диоцеза Содора и Мэна. В XVIII веке замок и собор были заброшены.
В 1860 году в замке были построены новые укрепления. В настоящее время здания внутри замка в основном разрушены, внешние стены замка сохранились. Помимо развалин собора и круглой башни, в замке находятся также руины церкви Св. Патрика.
В ходе археологических раскопок 1982—1987 годов было найдено обширное кладбище, а также остатки деревянных укреплений викингов. Наиболее впечатляющей находкой стала могила «языческой леди» X-го века, в которой были найдены ожерелье эпохи викингов и клад серебряных монет, датированные примерно 1030 годом.
По легенде, в замке обитает чёрный пёс-призрак (Moddey Dhoo). В частности, об этом упоминается в рассказе Вальтера Скотта «Певерил Пик».
Замок изображён на банкноте в 10 фунтов, выпущенной правительством острова.
Замок Пил часто путают с замком Пиль (англ. Piel), расположенным на 100 км восточнее, около города Барроу-ин-Фарнесс. В частности, путаница присутствует в одном из стихотворений Уильяма Вордсворта: поэт описывает замок Пиль («Piel»), но называет его «Peele». Добавляет путаницы и то, что Вордсворт не раз писал об острове Мэн, задокументирован его визит в замок Пил.